# いっかくじゅう座V838星
いっかくじゅう座V838星 (V838 Monocerotis, V838 Mon) は、いっかくじゅう座の方向にある赤色変光星である。太陽からの距離はおよそ2万光年と推定される。

## 概要
2002年、新星らしき天体が発見され、爆発的な増光から短期間のうちに、既知の恒星で最大級のものに匹敵するくらい巨大化したと推測された。当初は、典型的な新星爆発と思われたが、やがて全く異なる天体であることが明らかになった。増光の原理は明らかにはなっていないが、恒星が死ぬ過程での爆発や、連星系の恒星同士、あるいは恒星と惑星の衝突などいくつかの推論が立てられている。
爆発後の中心星も急激に変化している。2009年には、表面温度は3,270K、光度は太陽の1万5,000倍にまで上昇する一方、半径は380太陽半径まで縮んだ。爆発時に放出された物質は膨張し、分厚い星周塵の雲となって、B型の伴星をすっぽり覆い隠してしまった。

## 増光
2002年1月6日、いっかくじゅう座で新星と思われる増光現象が観測された。新しい変光星として、命名規則に従い「いっかくじゅう座V838星」（いっかくじゅう座で838個目の変光星）と命名された。発見当初の光度曲線は新星に似ていたので、近接連星系を形成する白色矮星の表面で、相手の恒星から降り積もった水素が熱核反応を起こす、新星爆発と思われた。そのため、いっかくじゅう座V838星はいっかくじゅう座新星2002とも呼ばれる。いっかくじゅう座V838星は、2002年2月6日には視等級が最も明るくなり6.75等級に達すると、その後は予想された通り急激に暗くなっていった。ところが、3月上旬になると再び明るくなりはじめ、今度は特に赤外線でかなり明るくなった。可視光では最初の増光前の水準まで暗くなっていた4月上旬になっても、赤外線では明るい状態が続いた。爆発後の光度曲線は、既知のどのような天体とも似ていない。

いっかくじゅう座V838星と太陽系のサイズ比較

この星は、太陽光度のおよそ100万倍まで明るくなり、極大時の絶対等級は-9.8となって、銀河系内で最も明るい星の1つとなった。この増光は、星の外層が急激に膨張することで起こった。パロマー試験用干渉計でも観測され、角直径は1.83±0.6ミリ秒と測定された。太陽からの距離を仮定してこの見かけのサイズを長さに換算すると、その半径は、観測された赤外線のスペクトルと計算で再現したスペクトルを比較して求めたサイズと整合性がある結果となった。より精度を上げて推定した距離6,100pcに当てはめると、測定された角直径は、太陽半径の1,200±150倍に相当する。増光した時から膨張したとすると、たった数ヶ月でここまでサイズが大きくなったのは、異常な速さである。熱力学の法則により、膨張するガスは冷却されるので、恒星も膨張すると温度が低下し、赤くなる。実際、この星のスペクトルは短期間でG、K、Mと変化し、ついには褐色矮星を示すL型に似ていると報告された。本当にL型だとすると、いっかくじゅう座V838星は史上初めて見つかったL型超巨星となる。

### 類似現象
数は少ないが、いっかくじゅう座V838星と類似点のある増光現象は、他にも存在する。1988年、アンドロメダ銀河で爆発的に増光した赤い恒星が発見された。その恒星は、M31-RVと名付けられ、極大時の光度が太陽の75万倍にまで増光し、その後検出できなくなった。1994年には、似たような増光現象が、今度は銀河系内で発生した（いて座V4332星）。

## 前駆天体

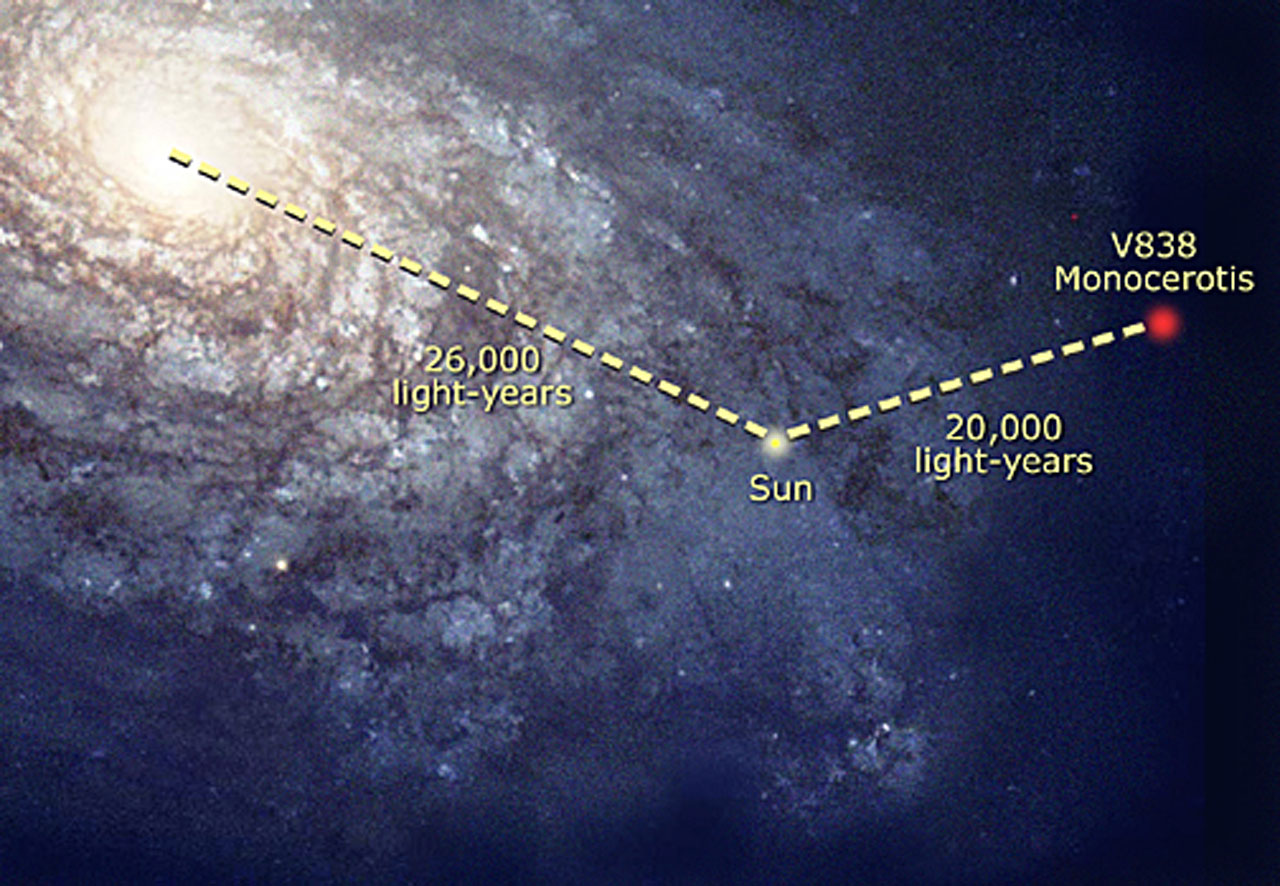
銀河系内でのいっかくじゅう座V838星の位置。出典: NASA/ESA

発見後すぐ、いっかくじゅう座V838星の位置に、爆発以前にガイド星星表やIRASカタログへ記載された天体が同定され、2MASSなどの観測データがあることもわかった。増光前の観測データと、増光後のスペクトルなどを総合して、太陽よりやや小さく、典型的なものよりだいぶ暗いF型主系列星と推定されたが、増光に伴って発生した「光のこだま」現象を正しく解釈できなかったことにより、距離を2,000から2,600光年と見積もったことに基づく結果であった。
より正確な推定によって、いっかくじゅう座V838星までの距離は約2万光年と求められた。この距離が正しいとすると、この恒星はもっと大きく、太陽よりかなり明るいことになる。質量は太陽の5倍から10倍と見積もられ、光度も太陽の550倍から5,000倍となった。爆発前の半径は太陽のおよそ5倍で、表面温度は4,700から30,000K程度あったと予想される。また別の説では、前駆天体である恒星は、太陽のおよそ65倍もの質量を持つ大質量の超巨星で、年齢も400万年程度でしかないと予想されている。
いっかくじゅう座V838星のスペクトルは、前駆天体の傍に高温で青いB型主系列星の伴星があることを示している。前駆天体は、伴星よりもやや質量が小さく、主系列段階に入ったばかりの恒星である可能性もある。伴星の観測された明るさを理論値と比較すると、星系までの距離はおよそ3万3,000光年と大きめに見積もられる。

## 光のこだま

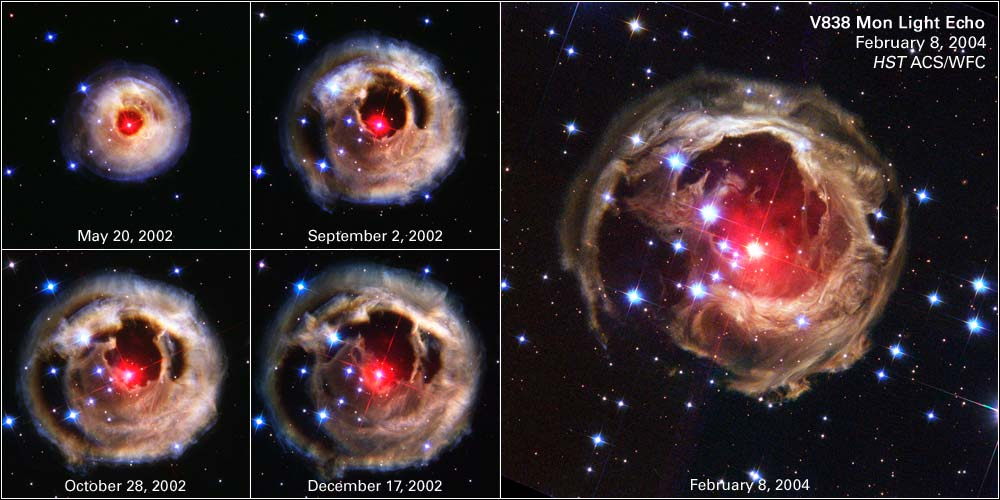
光のこだまの拡大を示す画像。出典: NASA/ESA

新星や超新星のように、急激に明るくなる天体では、「光のこだま（光エコー）」という現象が起きることが知られている。中心天体から周囲に放射された光は、まず最短経路で観測者へ直接届いて観測される。もし天体の周囲に星間物質の雲が存在すると、放射光は星間物質で散乱や反射を起こすため、より長い経路を通って直接光よりやや遅れて観測者へ届き観測される。このとき、観測者には天体からの直接光の後に天体の周囲に徐々に周囲の散乱光が見えるため、あたかも中心天体からの星間物質が広がっていくように、さらには円環状に拡がっていく構造が光速を超えて拡散運動しているように見える現象である。しかし実際には見かけ上そのように見えているだけであり、物質が光速より速く動いているわけではない。
いっかくじゅう座V838星で観測されたこの現象はハッブル宇宙望遠鏡により詳細に観測・記録されているが、それまで前例がなかった記録であったため、一時、中心天体の星間物質が超光速運動しているとの誤認を生んだ。画像からは、球状の塵の殻が恒星を中心に膨張しているように見えているが、幾何学的にも中心天体から観測者へ向かう光の経路は、これを二つの焦点とする膨張しない楕円体の面上で反射する光のみ等距離（すなわち等時間で光が到達する距離）であり、この楕円体よりも外側の星間物質が徐々に中心星に照らされてゆくのを観測者が観測しているだけである。
なお、中心星を取り巻く雲が、中心星自身とどのような関係にあったかはまだ明らかになっていない。もし関係があるならば、2002年の増光以前に中心星から爆発などで放出されてできたものと考えられ、2002年の増光が単発の崩壊現象によるものであるとする説を否定することになる。一方、いっかくじゅう座V838星系は非常に若く、星が形成された星雲の中に未だに留まっていることを示す証拠があり、照らし出されたのはその名残の前駆母星雲だった可能性もある。
爆発では初め、短い波長の（青い）光が放射されており、ハッブル宇宙望遠鏡の光のこだまの画像でも外側の縁が青みがかっているところに、その痕跡を見ることができる。

## 仮説
いっかくじゅう座V838星の爆発的増光現象の原因については、いくつか異なる説が発表されている。

### 変則的新星爆発
いっかくじゅう座V838星の増光は、とても異常な新星爆発であるとする説。しかし、この星系が、通常は若くて質量が大きいB型星を従えていることからすると、可能性は低いと思われる。前駆天体が白色矮星まで進化し、そこに十分な水素が降着する程の時間は経っていないと考えられるからである。

### 寿命を迎えた恒星の熱パルス
いっかくじゅう座V838星は、漸近巨星分枝段階以後の、今まさに死を迎えている恒星であるとする説。この場合、光のこだまによって照らされた星雲状の構造は、本当に恒星を取り巻く星周塵で、以前に似たような爆発が起きた際にできたと考える。爆発的な増光は、いわゆるヘリウムフラッシュであり、核の周りでヘリウム核融合が暴走するが、星の崩壊にまでは至っていない。しかし、この場合も伴星のB型主系列星の寿命の内に、前駆天体がここまで進化できるかという問題はある。また、中心星の周りの殻状構造も、内側は非対称に過ぎ、外側はサイズがあまりに大きく、漸近巨星から放出された塵とはとても思えない。

### 大質量超巨星の熱核反応
いっかくじゅう座V838星は、非常に質量が大きい超巨星であるとする説。その場合、増光は恒星の核の外側にあるヘリウム層で爆発的に核融合反応が起こる、いわゆる殻ヘリウムフラッシュと考えられる。非常に質量が大きい恒星は、何度もヘリウムフラッシュを起こしながらウォルフ・ライエ星へと進化し、その間に主系列時の質量のおよそ半分に及ぶ大量の物質を放出するので、星周塵の層が見えることも説明が付く。いっかくじゅう座V838星の位置は、銀河系円盤の端に近いので、一般的に星形成が活発でなく、非常に大質量の恒星が誕生することはあまり期待できない領域である。しかし、Ruprecht 44やNGC 1893といった非常に若い散開星団が、銀河系中心からそれぞれ7kpc、6kpc離れた場所に存在する例もあり、可能性はある。しかし、この説だと爆発前のウォルフ・ライエ星は表面温度がおよそ50,000Kになるが、それ程の高温にもかかわらず周囲のガスが電離していない点に矛盾があり、増光前に観測された15等級という明るさも、暗すぎると指摘されている。

### 再生AGB
いっかくじゅう座V838星は、再生漸近巨星であるとする説。後漸近巨星分枝の場合と同様、増光の原理はヘリウムフラッシュだが、漸近巨星分枝からの進化ではなく、白色矮星が復活して再び核融合を起こすようになったもの。これは、桜井天体やや座FG星などで起きることが知られている現象である。この説では更に、複雑な光度曲線やいっかくじゅう座V838星と桜井天体との違いを説明するため、最初に再生したヘリウムフラッシュの放射を受けて伴星の質量放出が増加し、それが再生漸近巨星に降着して爆発を起こしたと考えた。しかし、この説でも実際よりかなり暗くしかならず、また短期間でガスが降着して爆発を起こすには伴星が遠すぎるとされている。

### 合体爆発
いっかくじゅう座V838星の爆発的増光は、「合体爆発」と呼べる現象が原因であるとする説。この現象は、太陽質量の8倍程度のB型または早期A型の主系列星に、太陽質量の0.3倍程度の前主系列星が衝突、合体したと考える。この説は、いっかくじゅう座V838星系がとても若いと思われること、多重連星系は力学的に不安定となりやすく、このような現象が起こる可能性があることから、もっともらしいと考えられる。低質量の伴星は、離心率が非常に高いか、重力相互作用によって主星に向かうよう公転軌道を曲げられたと予想される。計算機シミュレーションでは、膨張する外層の物質の大部分は小さい伴星に由来する結果となった。またこの説では、衝突が1回だけではなく複数の段階を経て起こったと考えることで、爆発後の光度曲線の変化と3回極大が現れたことも説明できるとした。この説は、ごく単純化したシミュレーションを成立の根拠としているので、現実にこの現象が起こり得るか、よし詳しい検証が求められるものの、観測された現象を説明するのに最も破綻が少ないということで、多くの支持を集めている。

### 惑星捕獲
合体爆発説と似ているが、前駆天体に衝突したのは巨大惑星であるとする説。惑星が恒星の大気に突入すると、惑星の運動は恒星大気によって減速する。惑星が恒星大気のより深い場所まで到達すると、惑星と大気との衝突がより激しくなり、巨大なエネルギーが急速に恒星の中で解放される。当初は、3回の増光を3つの惑星の捕獲で説明していたが、後に1つの惑星が3段階に分けて恒星に突入しても説明できるとした。母星に飲み込まれた惑星は、母星の核近くまで突入し、重水素の核融合が始まって、急激に膨張する。この説では、母星を赤色巨星と考えるので、実際に観測された爆発前のいっかくじゅう座V838星とは合わない。一方、銀河系内で、いっかくじゅう座V838星のように質量の大きい恒星が惑星を捕獲して爆発する現象は、1年当たり0.5から2.5回程度発生すると予想され、恒星同士の合体より発見の可能性は大きい。

### 共通外層
共通外層が形成される時の急激な増光現象であるとする説。合体爆発説はこの説の一形態と考えることもできるが、こちらは主星と伴星が完全に合体しておらず、主星から伴星に巨大な質量移転が起こったことで、爆発的に増光したと説明する。しかし、この現象が始まる時には、主星がロッシュ・ローブから溢れるほど膨張したと考えられ、惑星捕獲説と同様に増光前の主星の状態に疑問が残る。